# دايفيد فولر
دايفيد فولر (بالإنجليزية: David Fowler)‏ هو رياضياتي بريطاني، ولد في 28 أبريل 1937 في بلاكبرن في المملكة المتحدة، وتوفي في 13 أبريل 2004 في ورك في المملكة المتحدة.